# Didier Gosuin
Didier Gosuin (Elsene, 9 juli 1952) is een Belgisch Franstalig politicus voor DéFI.

## Levensloop
Gosuin studeerde in 1975 af als regent in geschiedenis, Frans en zedenleer en behaalde in 1982 tevens een licentie in de arbeidswetenschappen en industriële betrekkingen aan de UCL. Van 1975 tot 1979 werkte hij als leraar Frans, geschiedenis en zedenleer. Vervolgens was hij tussen 1981 en 1990 actief als beheerder van vennootschappen, als zelfstandig zaakvoerder van eerst een pralinewinkel en later een fiscaal en boekhoudingskantoor.
Vanaf 1973 was hij actief in verschillende jeugdverenigingen in zijn woonplaats Oudergem. In oktober 1976 werd Gosuin op 24-jarige leeftijd voor het toenmalige FDF verkozen tot gemeenteraadslid van Oudergem, waar hij van 1977 tot 1990 schepen van Cultuur was. Daarnaast was hij van 1977 tot 1982 bevoegd voor Jeugd en van 1982 tot 1990 voor Stedenbouw en Leefmilieu. Ook was hij vanaf 1977 voorzitter van het cultuurcentrum van Oudergem. Na de gemeenteraadsverkiezingen van oktober 1994 werd Gosuin begin 1995 burgemeester van de gemeente, wat hij bleef tot in maart 2022. Vanwege zijn ministeriële functies was hij tussen 1995 en 2004 en 2014 en 2019 verhinderd als burgemeester.
Van 1985 tot 1991 was Gosuin vicevoorzitter van het FDF en van 1988 tot 1989 was hij adjunct-directeur op het kabinet van Valmy Féaux, minister-president van de Franse Gemeenschap. In juni 1989 werd hij voor het eerst verkozen in het Brussels Hoofdstedelijk Parlement, waar hij (uitgezonderd zijn periodes als minister) bleef zetelen tot in mei 2019. Daarnaast zetelde hij van 1995 tot 1996 en van 2009 tot 2014 in het Parlement van de Franse Gemeenschap. In het Brussels Parlement was hij van 2004 tot 2009 ondervoorzitter en van 2009 tot 2011 MR-FDF-fractieleider en van 2011 tot 2014 FDF-fractieleider.
In juli 1989 begon Gosuins ministeriële carrière in de Brusselse Hoofdstedelijke Regering. In de regering-Picqué I was hij tot december 1991 staatssecretaris toegevoegd aan minister Georges Désir en nadien tot juni 1995 minister van Huisvesting, Leefmilieu, Natuurbehoud en Waterbeleid. In de daaropvolgende regering-Picqué II was hij van juni 1995 tot juli 1999 minister van Milieu, Openbare Netheid, Stedelijke Vernieuwing en Toerisme en tussen juli 1999 en juli 2004 was hij Brussels minister van Milieu, Waterbeleid, Natuurbehoud, Openbare Netheid en Buitenlandse Handel. Na tien jaar in de oppositie te hebben gezeteld, was Gosuin van juli 2014 tot juli 2019 opnieuw Brussels minister, bevoegd voor Tewerkstelling, Economie, Brandbestrijding en Dringende Medische Hulp.
In 2019 kondigde hij aan de gewestelijke politiek te verlaten. Gosuin was geen kandidaat meer voor het Brussels Hoofdstedelijk Parlement en in de loop van de legislatuur zou hij ontslag nemen als burgemeester van Oudergem. In maart 2022 werd hij in deze functie opgevolgd door Sophie de Vos. Daarna werd hij voorzitter van de gemeenteraad, een functie die hij na de gemeenteraadsverkiezingen van oktober 2024 behield.
In maart 2024 besloot Gosuin in eerste instantie niet deel te nemen aan de parlementsverkiezingen van juni dat jaar, uit onvrede met de partijcrisis die in DéFI was ontstaan na het conflict tussen voorzitter François De Smet en zijn voorganger Olivier Maingain over de lijstvorming voor het Brussels Hoofdstedelijk Parlement. Twee weken later kwam hij terug op deze beslissing en werd hij laatste opvolger op de federale lijst van de partij in de kieskring Brussel-Hoofdstad.
In 2021 richtte Gosuin de denktank D21 op, die zich buigt over manieren om de liberale democratie performanter te doen functioneren.

## Eretekens
- België: Grootkruis Orde van Leopold II, KB 6 juni 2009